# 伊丽莎白·塞茨
伊丽莎白·塞茨（德語：Elisabeth Seitz，1993年11月4日—），德国女子竞技体操运动员，2015年欧洲运动会女子团体全能银牌得主、2018年世界竞技体操锦标赛女子高低杠铜牌得主。